# Юньи-ле-Ге
Юньи́-ле-Ге (фр. Ugny-le-Gay) — коммуна во Франции, находится в регионе Пикардия. Департамент коммуны — Эна. Входит в состав кантона Шони. Округ коммуны — Лан.
Код INSEE коммуны — 02754.

## Население
Население коммуны на 2010 год составляло 163 человека.
| 1962 | 1968 | 1975 | 1982 | 1990 | 1999 | 2010 |
| ---- | ---- | ---- | ---- | ---- | ---- | ---- |
| 222  | 215  | 196  | 172  | 148  | 166  | 163  |

## Экономика
В 2010 году среди 105 человек трудоспособного возраста (15—64 лет) 80 были экономически активными, 25 — неактивными (показатель активности — 76,2 %, в 1999 году было 74,0 %). Из 80 активных жителей работали 77 человек (46 мужчин и 31 женщина), безработных было 3 (3 мужчин и 0 женщин). Среди 25 неактивных 6 человек были учениками или студентами, 13 — пенсионерами, 6 были неактивными по другим причинам.